# Nossa Senhora de Coromoto
Nossa Senhora do Coromoto é um título consagrado a Nossa Senhora, também conhecida por Virgem de Coromoto. Este título apareceu por propósito de relembrar o convento construído em honra à Virgem Maria. É uma devoção mariana, com veneração tanto na cidade de Guanare, onde surgiu há mais de 350 anos, como em todo o estado de Portuguesa. Foi consagrada a padroeira da Venezuela.

## História
Quando fundou-se a cidade de Guanare, em 1591, os índigenas que habitavam a região, os Cospas, fugiram para a selva, no norte da cidade. Isso prejudicou a evangelização que a Igreja Católica tinha começado. A aparição da Virgem estava na floresta para que os índios fugiram, a 08 setembro de 1652, onde a Virgem Maria apareceu para o Cacique do Cospas, o índio Coromoto (e esposa), dizendo em sua própria linguagem "Vá para a casa branca e pedir-lhes para derramar a água neles cabeça ir para o céu" com esta frase a Virgem lhe pediu e sua tribo para ser batizado. Segundo a tradição oral, o chefe disse-lhe o que lhe aconteceu encomendero, Juan Sanchez, pediu que, em oito dias com a tribo estava pronto para receber o batismo e catequese. Vários Cospas indígena convertido e foram batizados, mas não o chefe, porque ele não se sentiu à vontade, porque ele já não era o patrão. O índio fugiu Coromoto, a Virgem apareceu-lhe novamente, e Coromoto, cego pela raiva, levanta o braço para agarrar e ir, a aparência foi confirmada por um selo feito de fibras de madeira que são, então, procurou e encontrou a relíquia hoje é venerada no Santuário Nacional de Nossa Senhora de Coromoto.

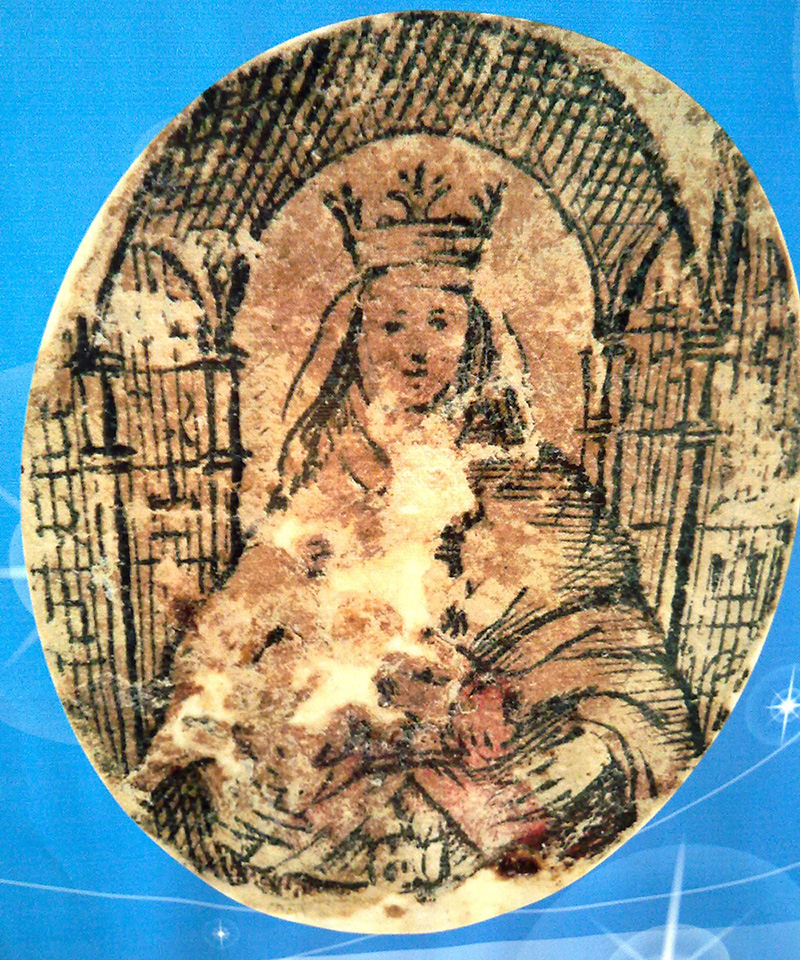
Pedra relíquia do Santuário Nacional de Nossa Senhora de Coromoto.